# سيرجيو بار
سيرجيو بار (بالرومانية: Sergiu Bar)‏ هو لاعب كرة قدم روماني في مركز الدفاع، ولد في 19 مارس 1980 في تيميشوارا في رومانيا. لعب مع نادي بترولول بلويشتي.

## وصلات خارجية
- سيرجيو بار على موقع قاعدة بيانات كرة القدم.إي يو (الإنجليزية)
- سيرجيو بار على موقع Soccerway.com (الإنجليزية)